# 277 г. пр.н.е.
277 (двеста седемдесет и седма) година преди новата ера (пр.н.е.) е година от доюлианския (Помпилийски) римски календар.

## Събития

### В Римската република
- Консули са Публий Корнелий Руфин (за II път) и Гай Юний Бубулк Брут (за II път).
- Консулът Руфин завладява Кротон.[1]
- Римски успехи срещу самнитите, луканите и брутите (277 – 276 г. пр.н.е.).[1]

### В Сицилия
- Цар Пир превзема множество градове в централна Сицилия като в негови ръце попада и трудно достъпната силна крепост и планина Ерикс в северозападната част на острова.[2] Панорм пада пред него и мамертините търпят сериозни поражения на североизток.[2]
- В Сицилия Пир получава почетната титла василевс (βασιλεύς), която е свързана по-скоро с личността отколкото с дадени територии, но въпреки това той избира своя син Александър за наследник на „Сицилианското царство“.[2]
- Тъй като картагенците губят всичките си важни владения на острова без Лилибеум те предлагат мир на Пир, но той отхвърля предложението и подлага града на двумесечна обсада, която завършва без успех. Освен това грубото му и нетърпеливо отношение към съюзниците му създава и опозиция срещу него.[3]

### В Тракия
- Антигон II Гонат побеждава келтите в битка при Лизимахия, което му отваря пътя да се обяви за цар на Македония.[4]

## Починали
- Состен, македонски стратег